# Katedrála Nanebevzetí Panny Marie (Pisa)
Dóm Panny Marie Nanebevzaté v Pise (Cattedrale Metropolitana Primaziale di Santa Maria Assunta) je románská katedrála římskokatolické arcidiecéze Pisa. Nachází se v italské Pise a patří k ní světoznámá Šikmá věž (Campanile, zvonice katedrály), Baptisterium a hřbitov Camposanto Monumentale. Komplex budov dómu je svědectvím někdejší moci a slávy námořní Pisánské republiky a dnes součástí Světového kulturního dědictví UNESCO. 
Všechny budovy stojí na prostorném náměstí Piazza del Duomo, které básník D'Annunzio nazval Piazza dei Miracoli (Náměstí zázraků) a často se mu tak říká. Komplex budov zde rostl více než 200 let, přesto stejný stavební materiál, tedy kararský mramor, a jednotný design fasády pomáhá vytvořit souvislý celek. Dóm se stal modelem pro pozdější stavby katedrál, jako například ve Florencii a Sieně, a je jednou z nejmonumentálnějších budov křesťanské historie. 
Papež Gelasius II. v roce 1118 tehdy ještě nedokončenou katedrálu vysvětil. Její patrocinium je Nanebevzetí Panny Marie. 

## Historie
Buscheto di Giovanni Giudice začal katedrálu stavět v roce 1063 na nivě před starou městskou hradbou. Stavba byla financována kořistí dobytou na Saracénech před Palermem v tomtéž roce. Kvůli měkkému podloží budova mírně klesla na východní  stranu. Základna katedrály ve tvaru kříže byla v té době v Itálii novinkou. Nad křížením pětilodní baziliky s trojlodním transeptem se tyčí eliptická kupole s osmiúhelníkovou základnou. Tu dobudovali až roku 1380 Lupo di Gante a Puccio di Gadduccio v gotickém stylu. 
Fasádu vytvořil na konci 12. století Rainaldo a stala se jakožto prototyp pisánského románského slohu vzorem pro celé Toskánsko. Přinesla důležitou inovaci západní architektury, a to přechod od hladké fasádní zdi k plasticky modelovanému tvaru. V západní fasádě se nad sedmi slepými arkádami nad přízemím se třemi branami zvedají další čtyři lodžie s 52 sloupy. Umožňují průhled na barevnou mramorovou stěnu za nimi. Na štítu fasády široké 35,5 m a vysoké 34,2 m je socha Madonna con Bambino (Madona s Ježíškem) od Andrey Pisana. Po jejím boku jsou andělé, které spolu se dvěma evangelisty na první lodžii vytvořili  žáci Giovanniho Pisana. Střední brána je zasvěcena životu Panny Marie. Nad touto bránou je pamětní nápis upomínající architekta fasády Rainalda. Pod levým obloukem fasády je hrob Buscheta di Giovanni Giudiceho, který stavbu dómu zahájil. 
Troje bronzová vrata ze 17. století nahradila vrata vytvořené Bonannem Pisanem z roku 1180, která byla zničena při požáru v roce 1595. Nová vrata s rozsáhlými reliéfními scénami odlili Francavilla, Mocchi a Tacca na základě starého vzoru. V jižní lodi je portál Porta di San Ranieri, který směřuje ke zvonici a návštěvníci jím obvykle vstupují do katedrály. Je osazen renovovanými originálními vraty mistra Bonanna Pisana z roku 1186; je pojmenován po patronovi Pisy a představuje mimo jiné scény z Kristova života.  

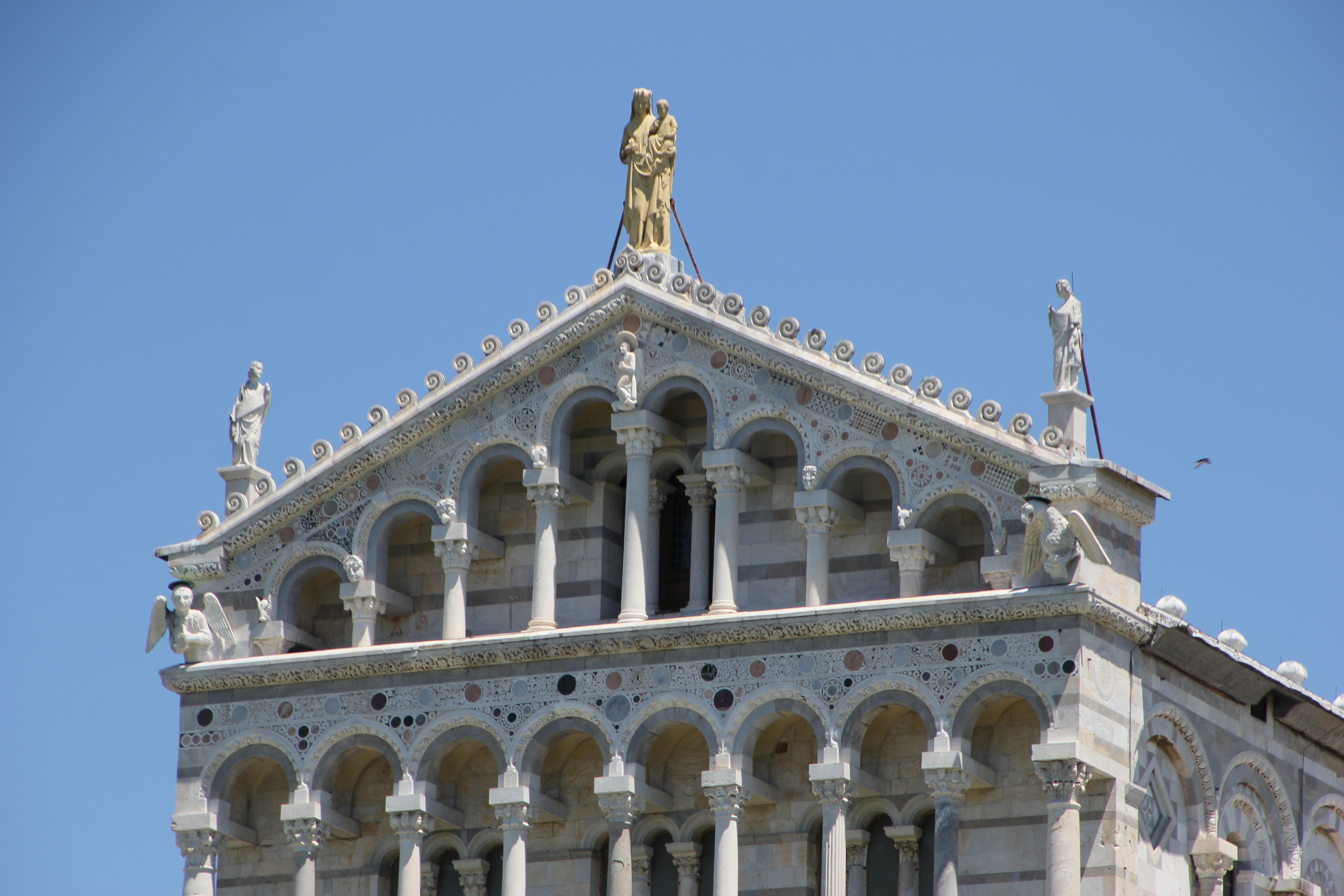
Detail západní fasády

Detaily
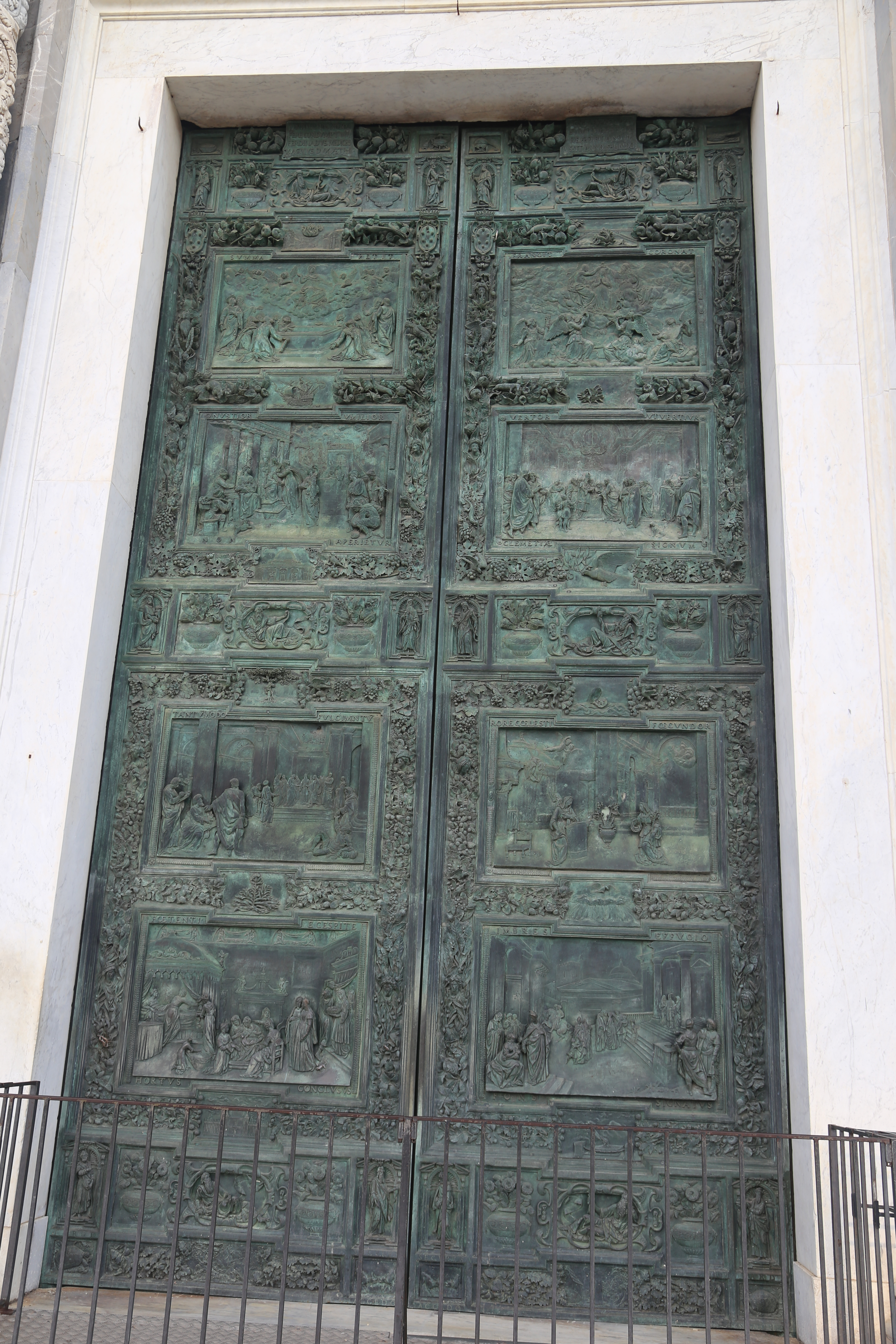
Bronzová brána hlavního portálu
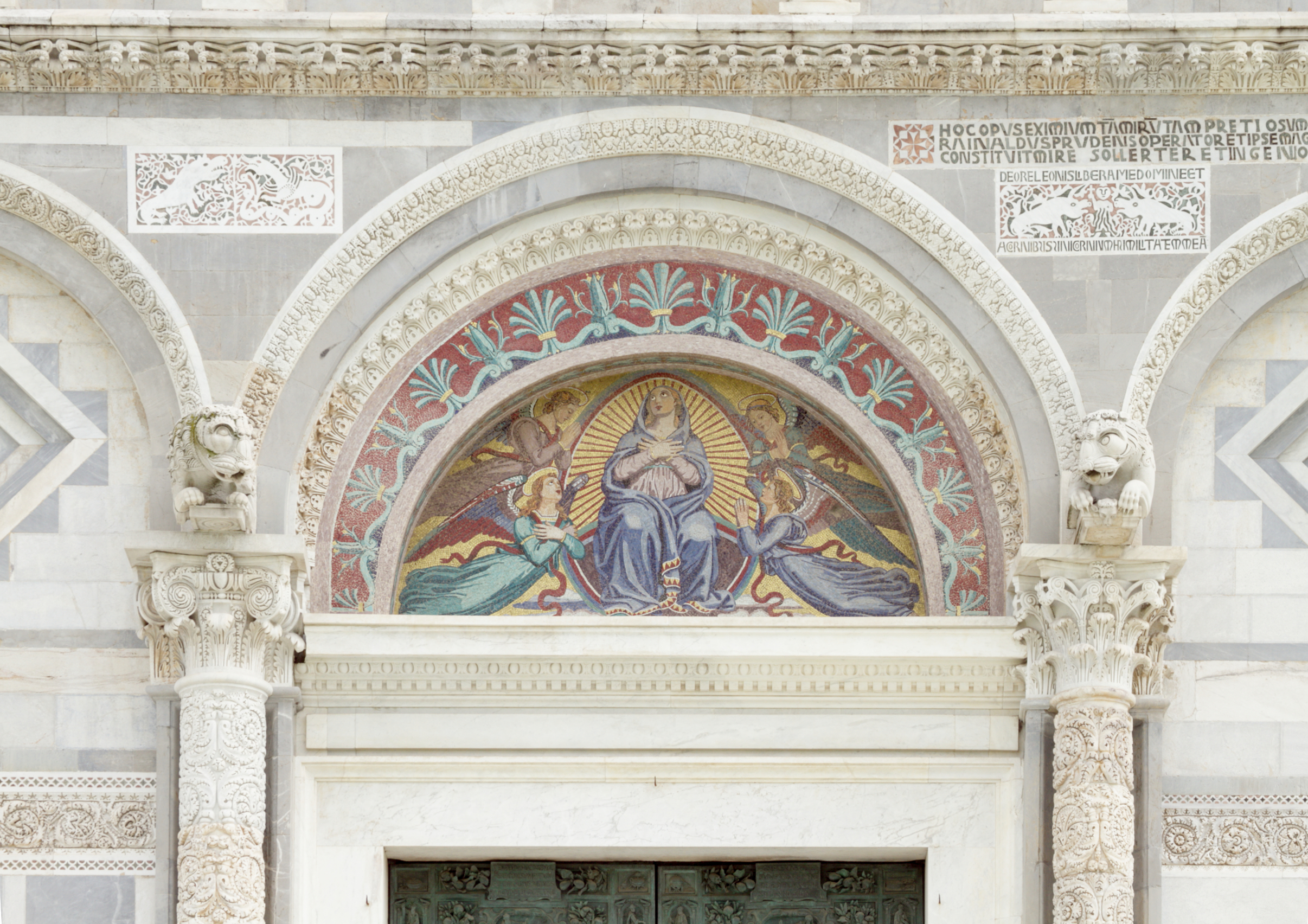
Mozaika nad hlavním portálem
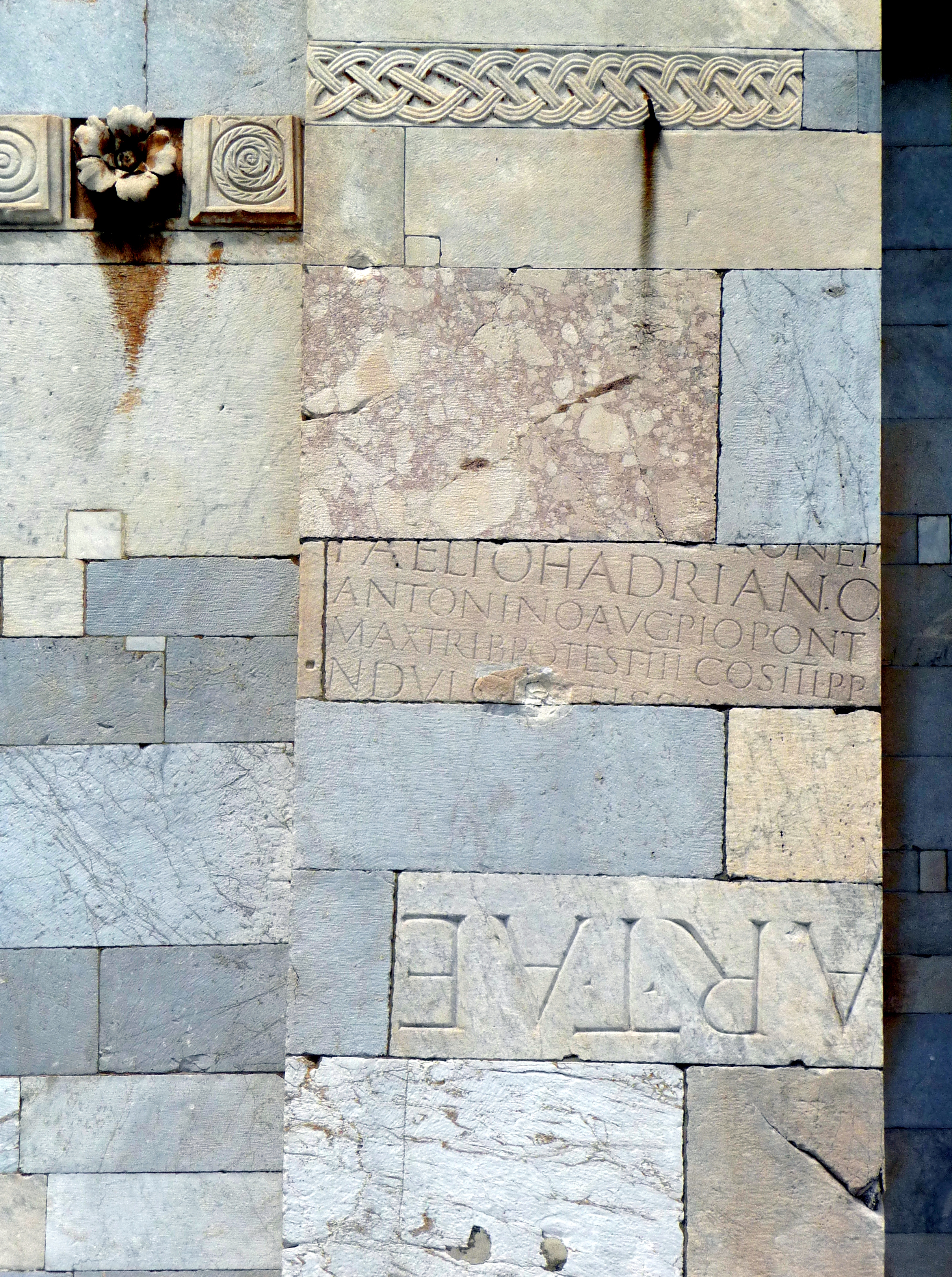
Detail vnější stěny
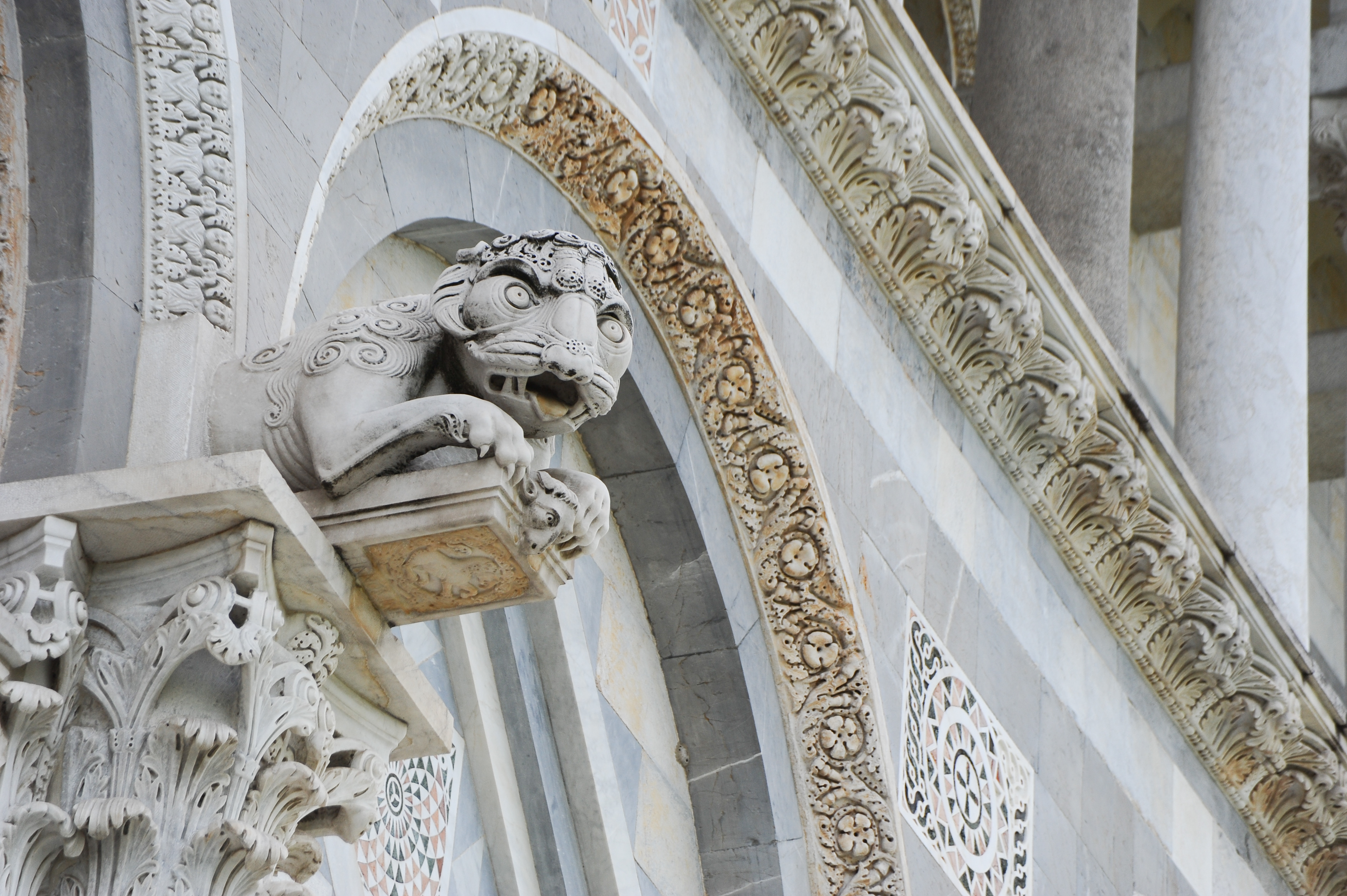
Chrlič v podobě chiméry

Další pohledy na dóm
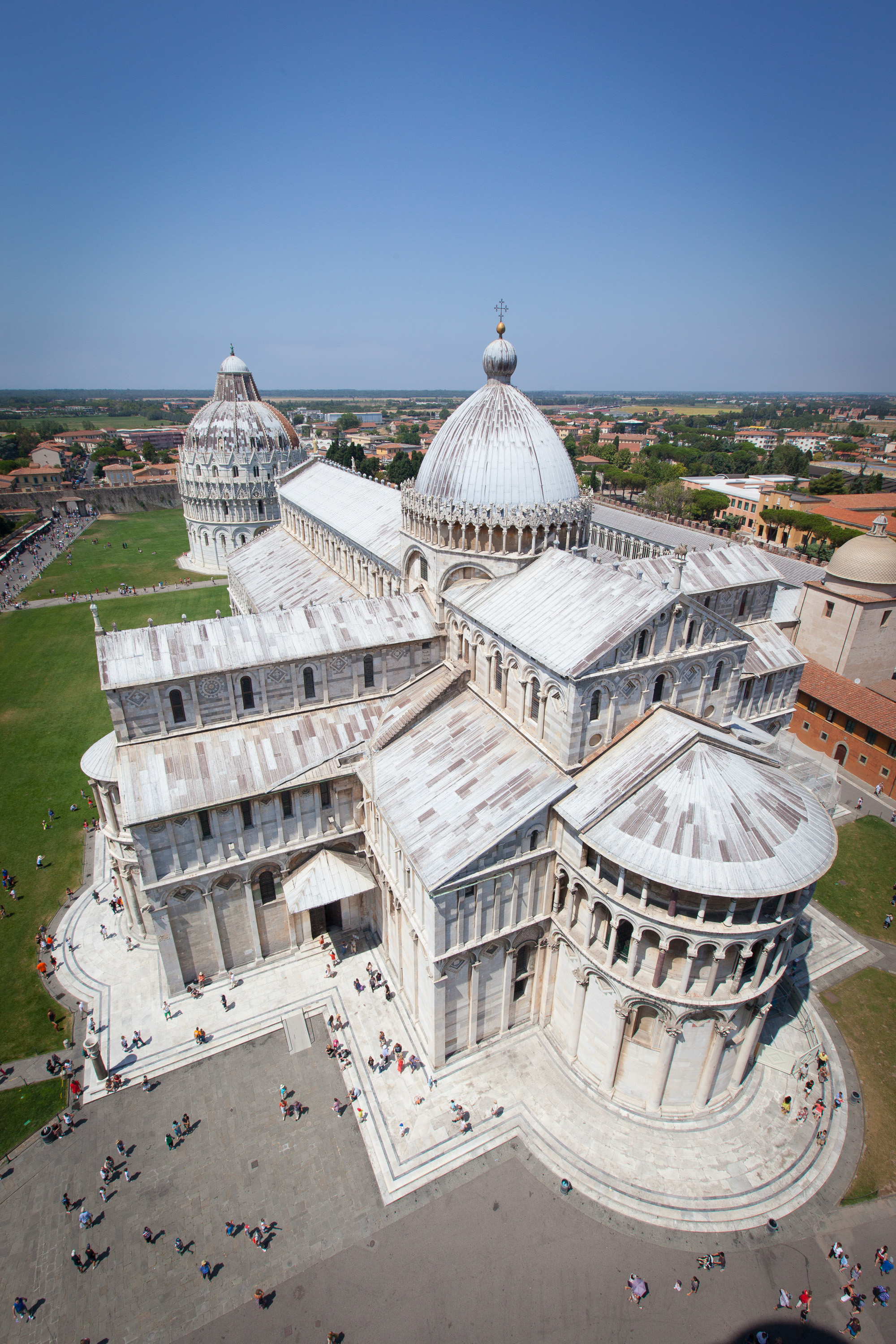
Pohled na katedrálu
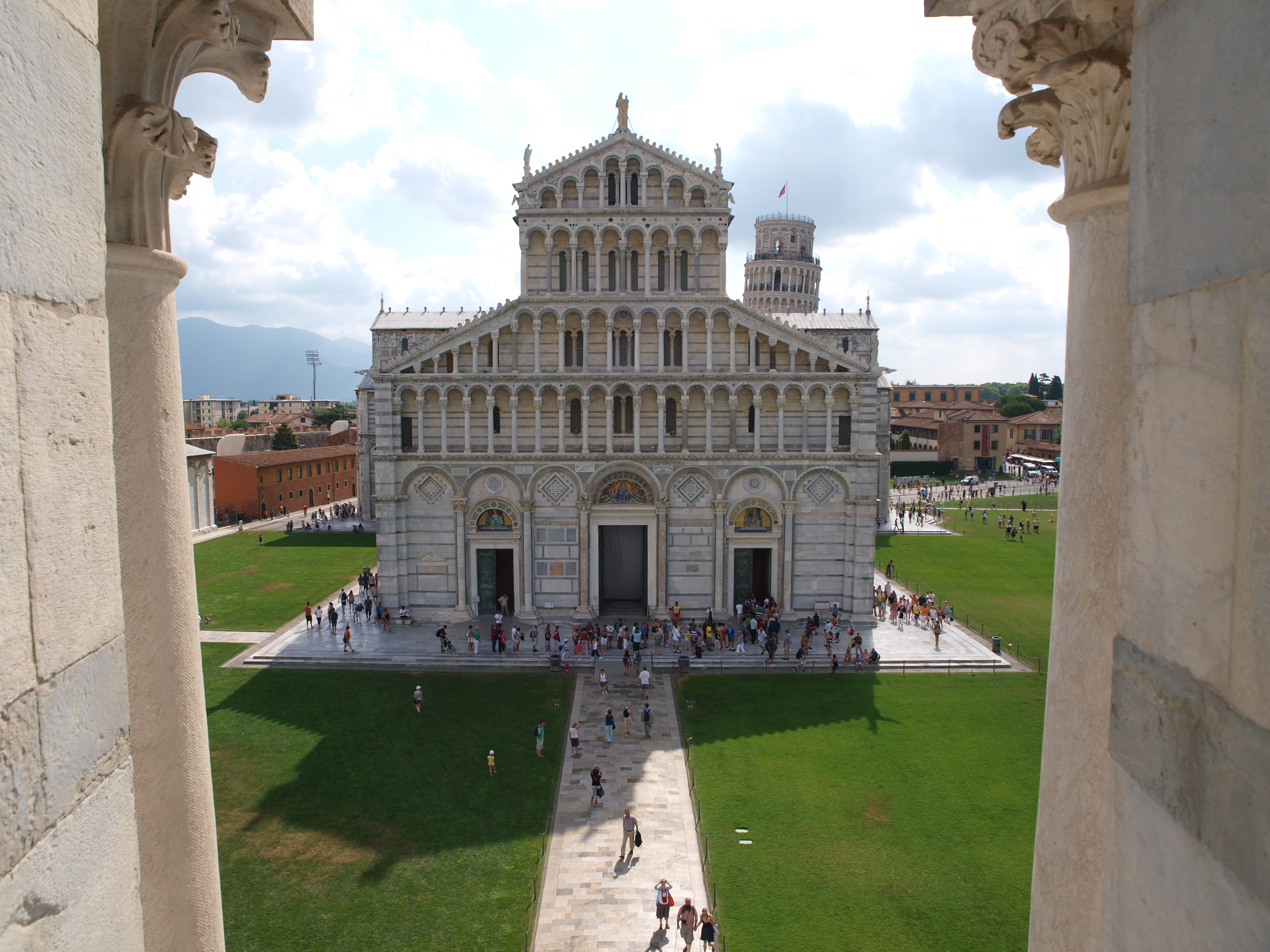
Katedrála z Baptisteria
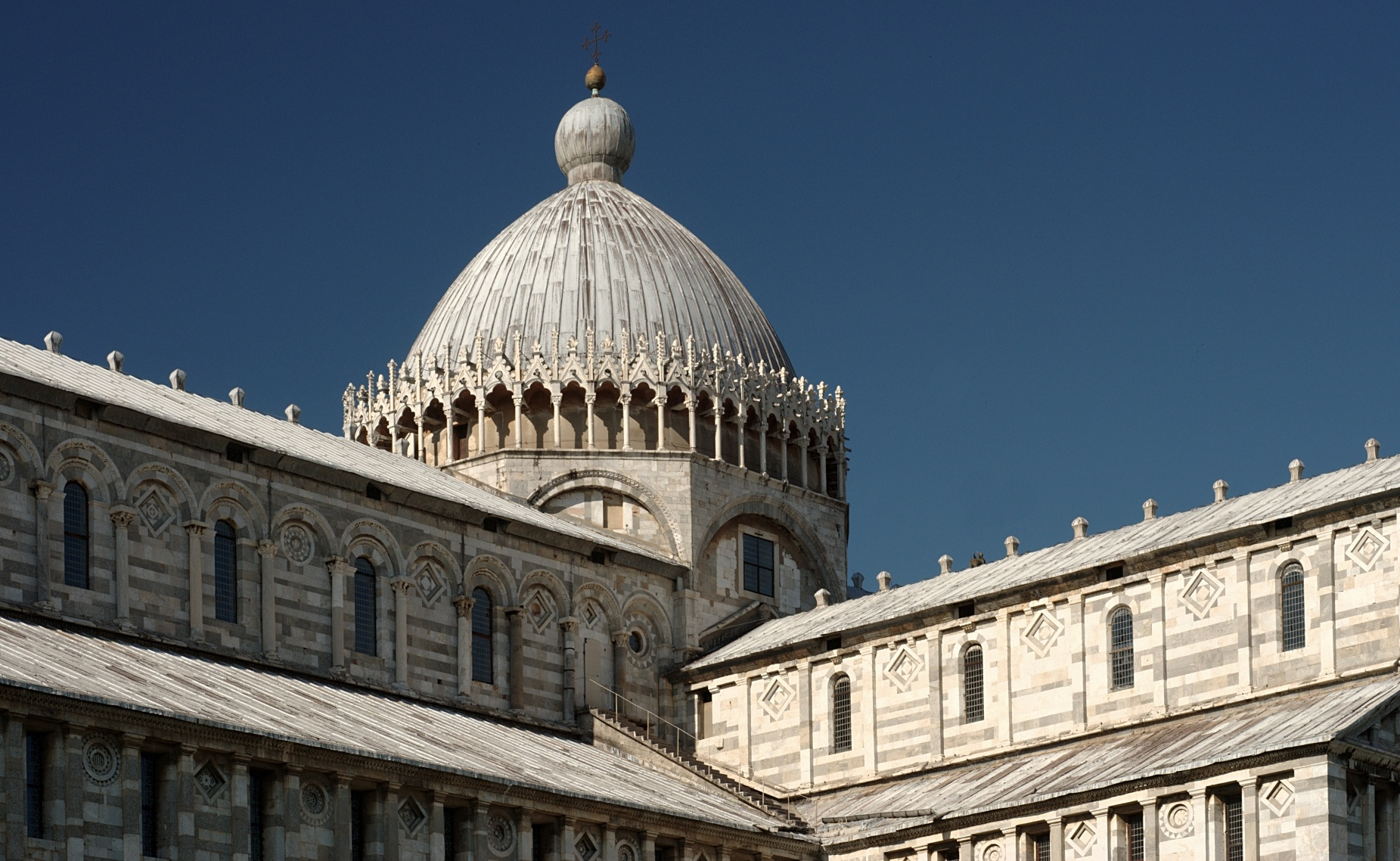
Pohled na kopuli

## Vybavení

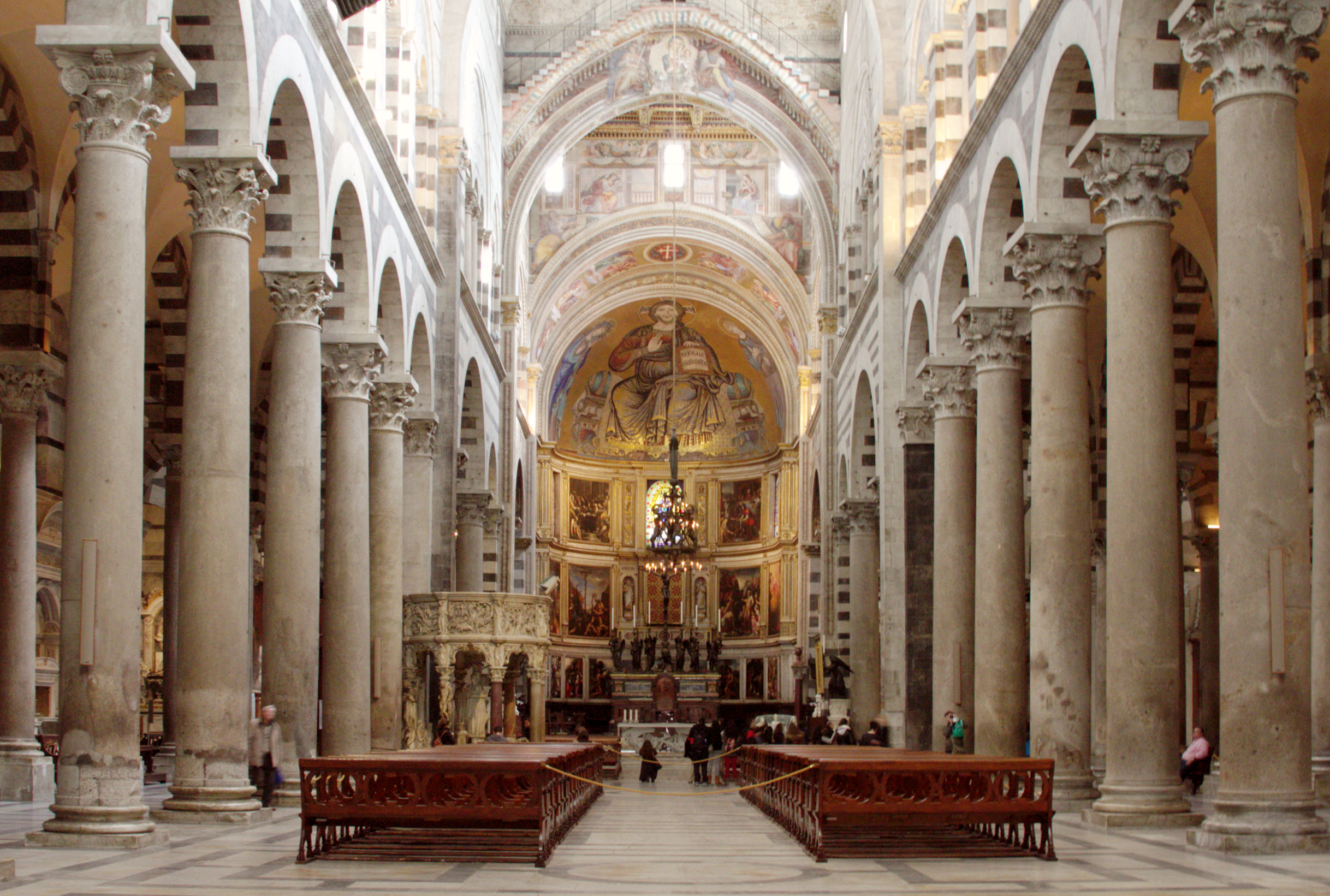
Centrální loď

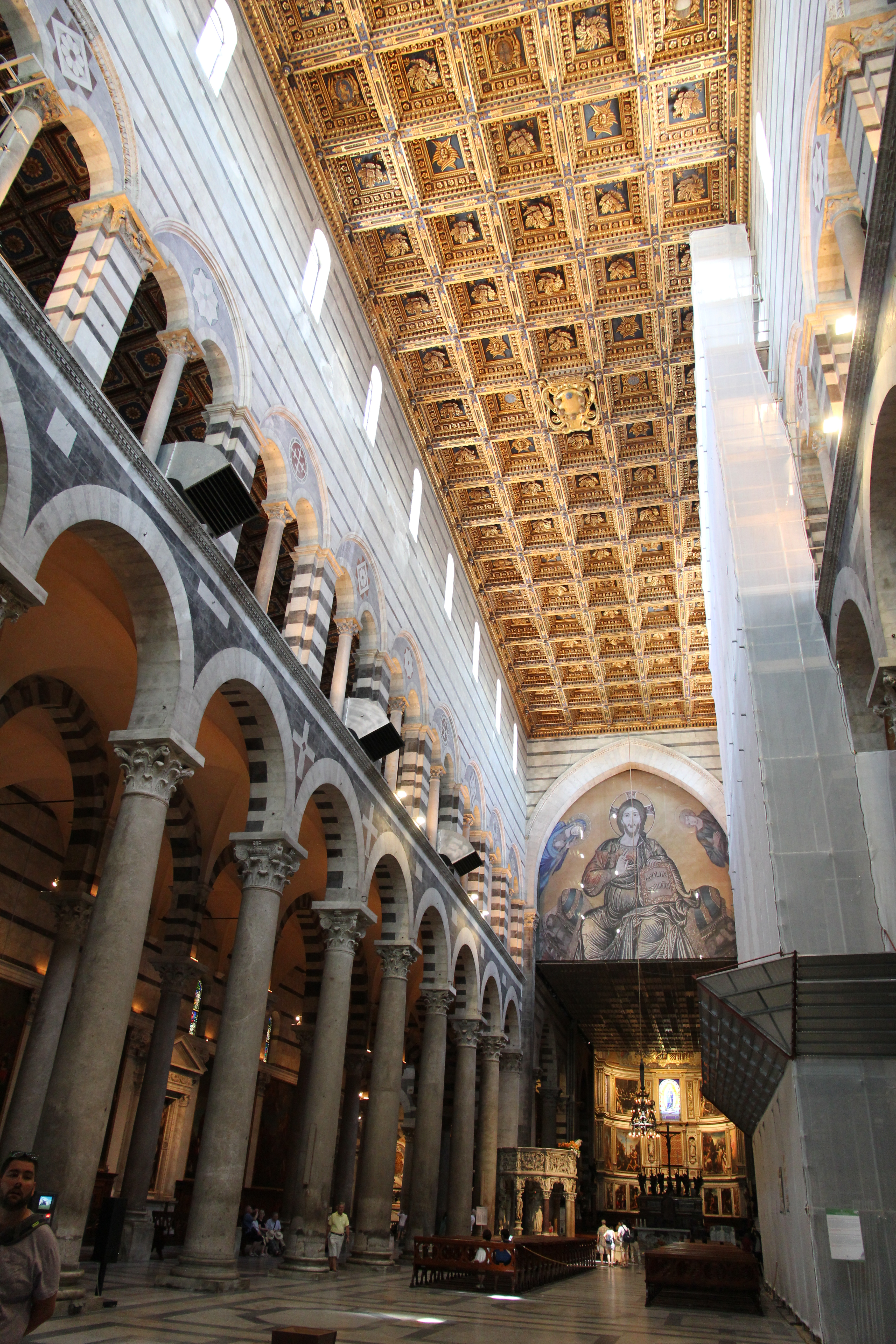
Kazetový strop centrální lodi

Během velkého požáru v roce 1595 byla většina interiéru katedrály zničena. Zlacený kazetový strop pochází ze 17. století, kdy došlo k rozsáhlé obnově katedrály. 
Dominantou uprostřed budovy je řada dvojitých masivních žulových sloupů s hlavicemi. Nad nimi jsou střídavě černé a bílé byzantské arkády, které poněkud připomínají mešitu. 
Kazatelna vyrobená v letech 1302 až 1311 je dílem Giovanniho Pisana. Je šestihranná a spočívá na 11 podpěrách. Na základech středních opěr jsou alegorie sedmi svobodných umění a tří křesťanských ctností. Dvě vnější opory jsou sloupy spočívající na lvech, další dva sloupy jsou čtvercové, jeden nese archanděla Michaela, druhý starověkého hrdinu Herkula. Další sloupy nesou alegorie církve, čtyř kardinálních ctnosti a čtyř evangelistů. Devět bohatě zdobených reliéfních desek je rozděleno postavami proroků a světců a uspořádáno do ozdobných říms. Na římse je umístěn pulpit ve tvaru orla s rozprostřenými křídly. 
Mozaiku v apsidě zahájil Francesco di Simone a dokončil v roce 1302 Cimabue. Ukazuje trůnícího Krista ve společnosti Marie a Jana. Apsida je celá vyzdobena freskami od  Beccafumiho, Soglianiho a Sodomy. Nad hlavním oltářem visí bronzový krucifix od Giambologny, zdobí ho šest andělů nesoucích svícny. 

K obrazům postranních oltářů patří Madona s dítětem od Antonia Soglianiho (1492–1544) a Sv. Anežka od Andrey del Sarta. Hrobka císaře Jindřicha VII. je dílem Tina di Camaina z roku 1315. 

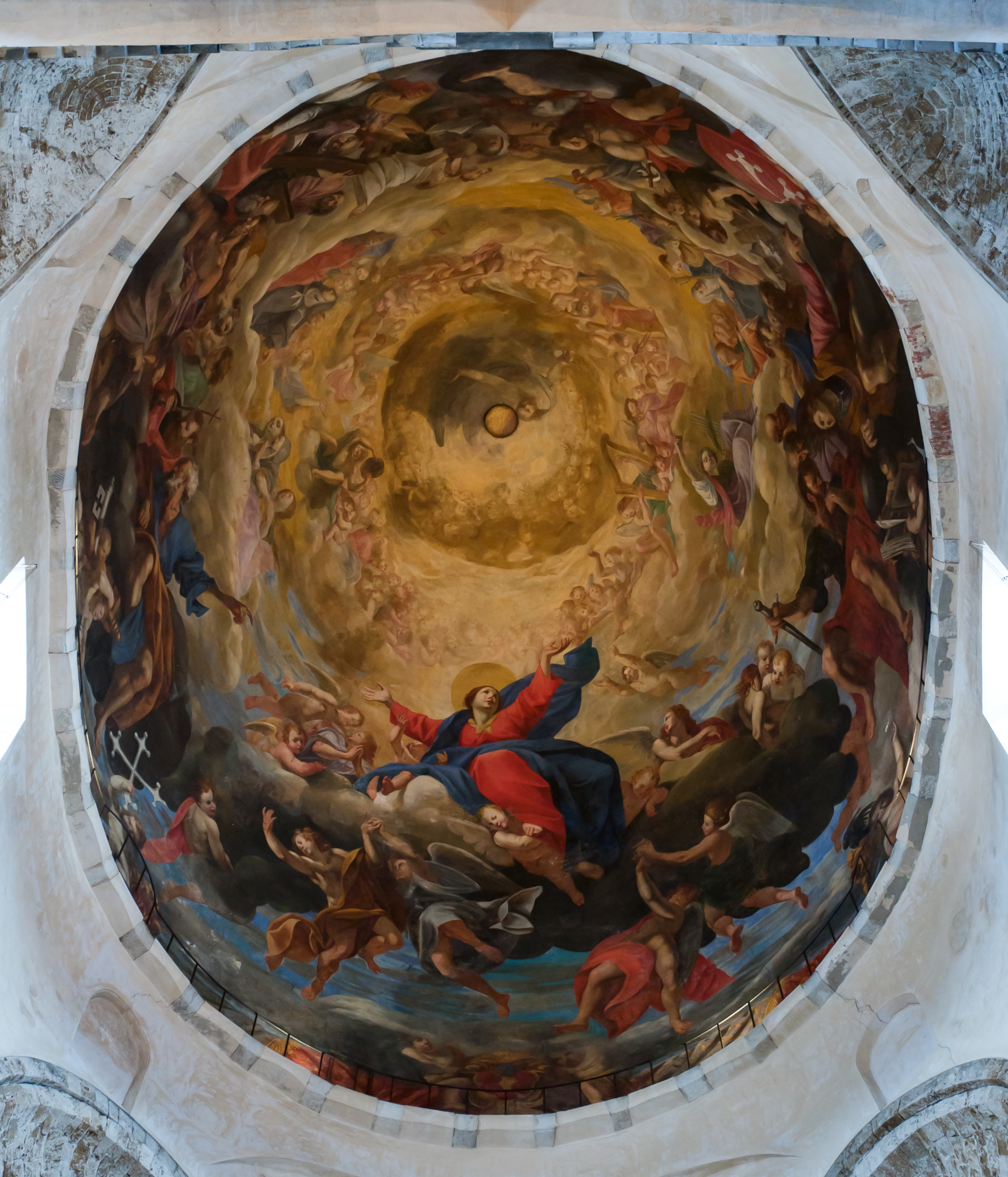
Freska Maria oslavená Girolama Riminaldiho
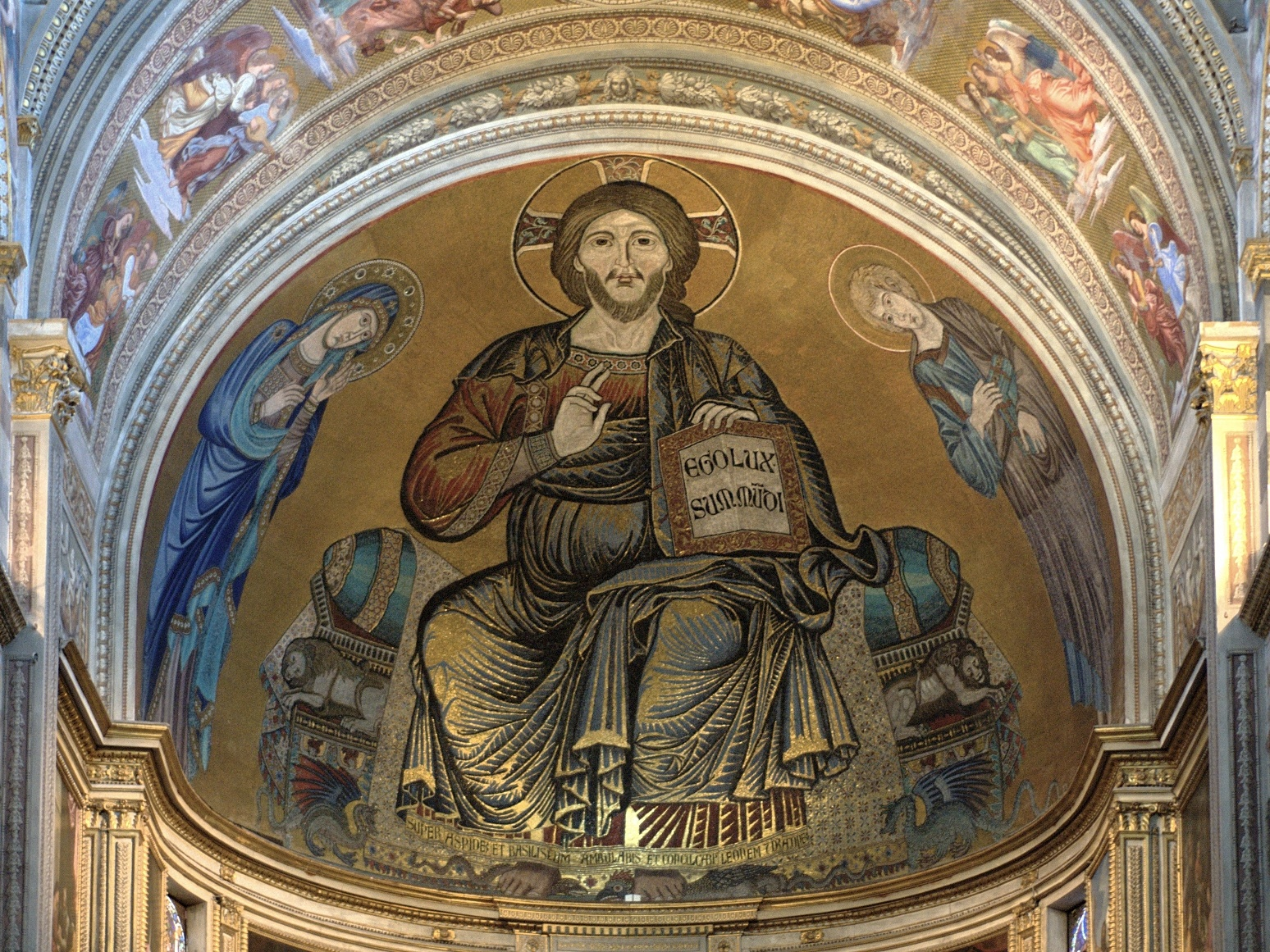
Mozaika Krista Pantokratora v apsidě
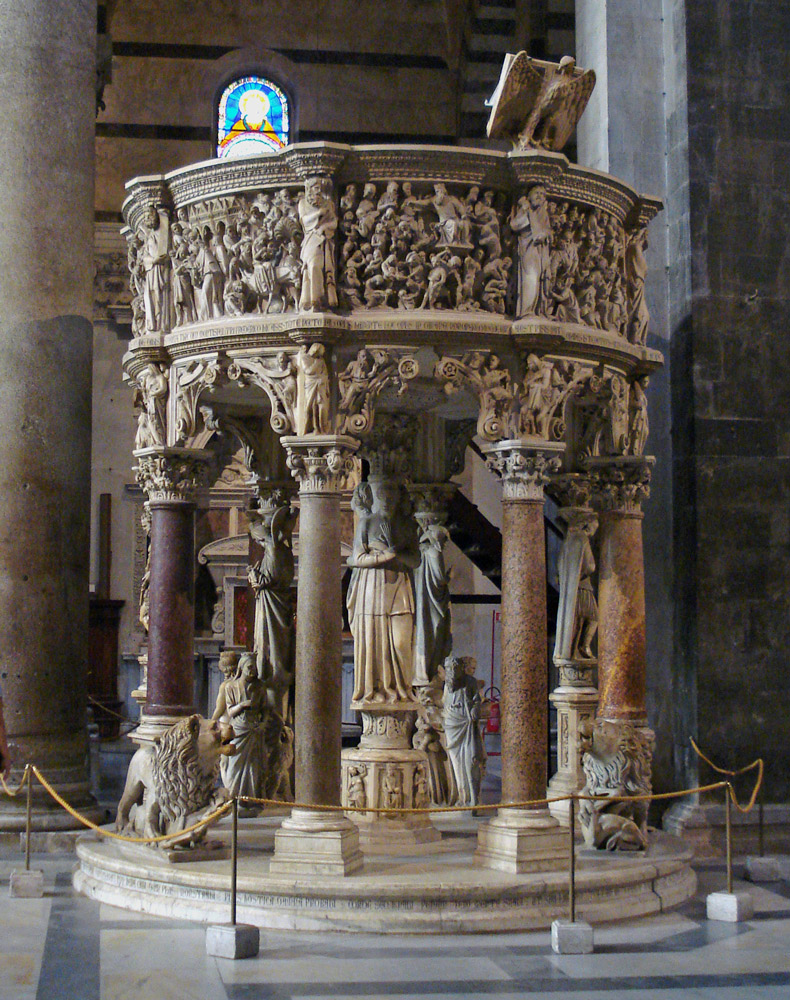
Kazatelna
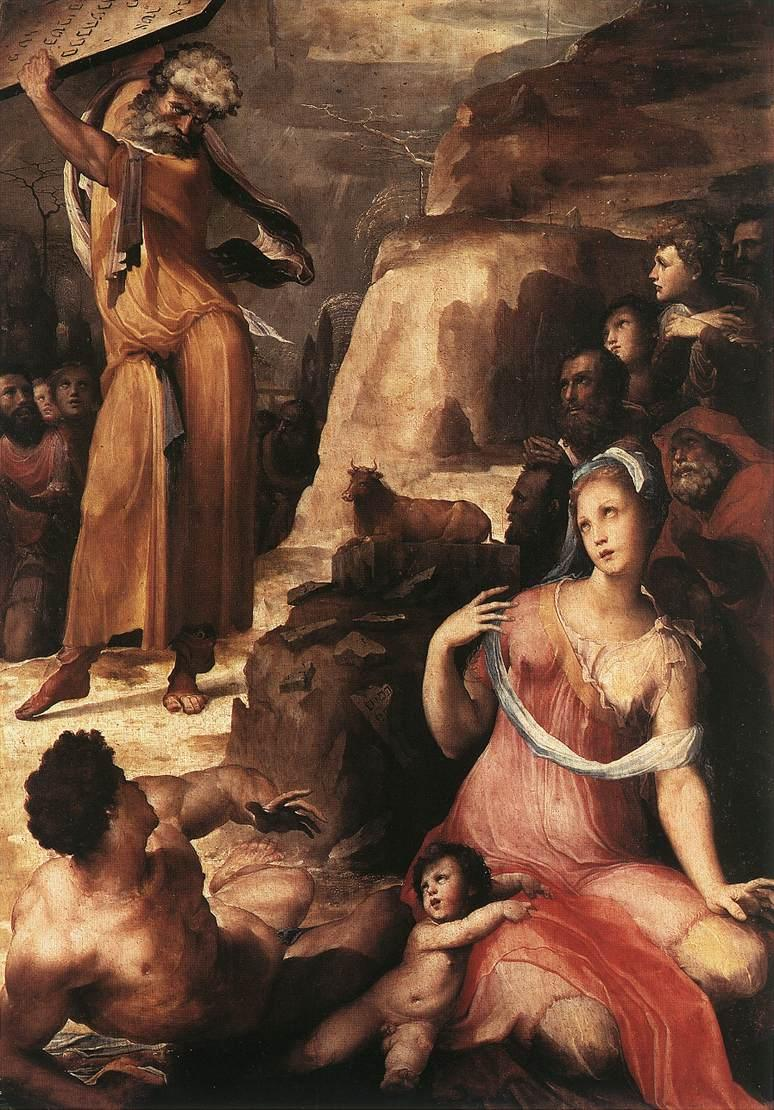
Beccafumi: Mojžíš a zlaté tele
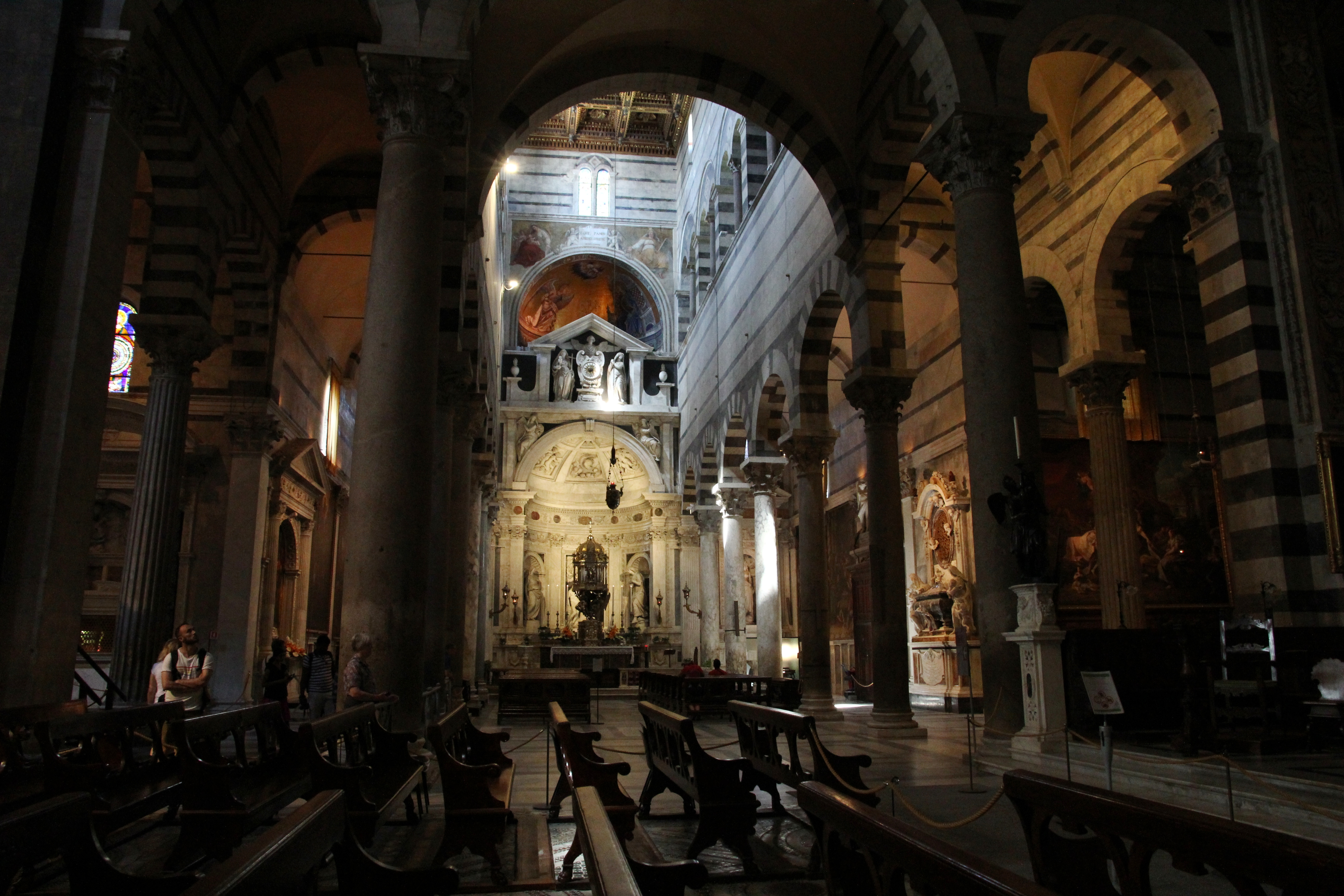
Křížení katedrály
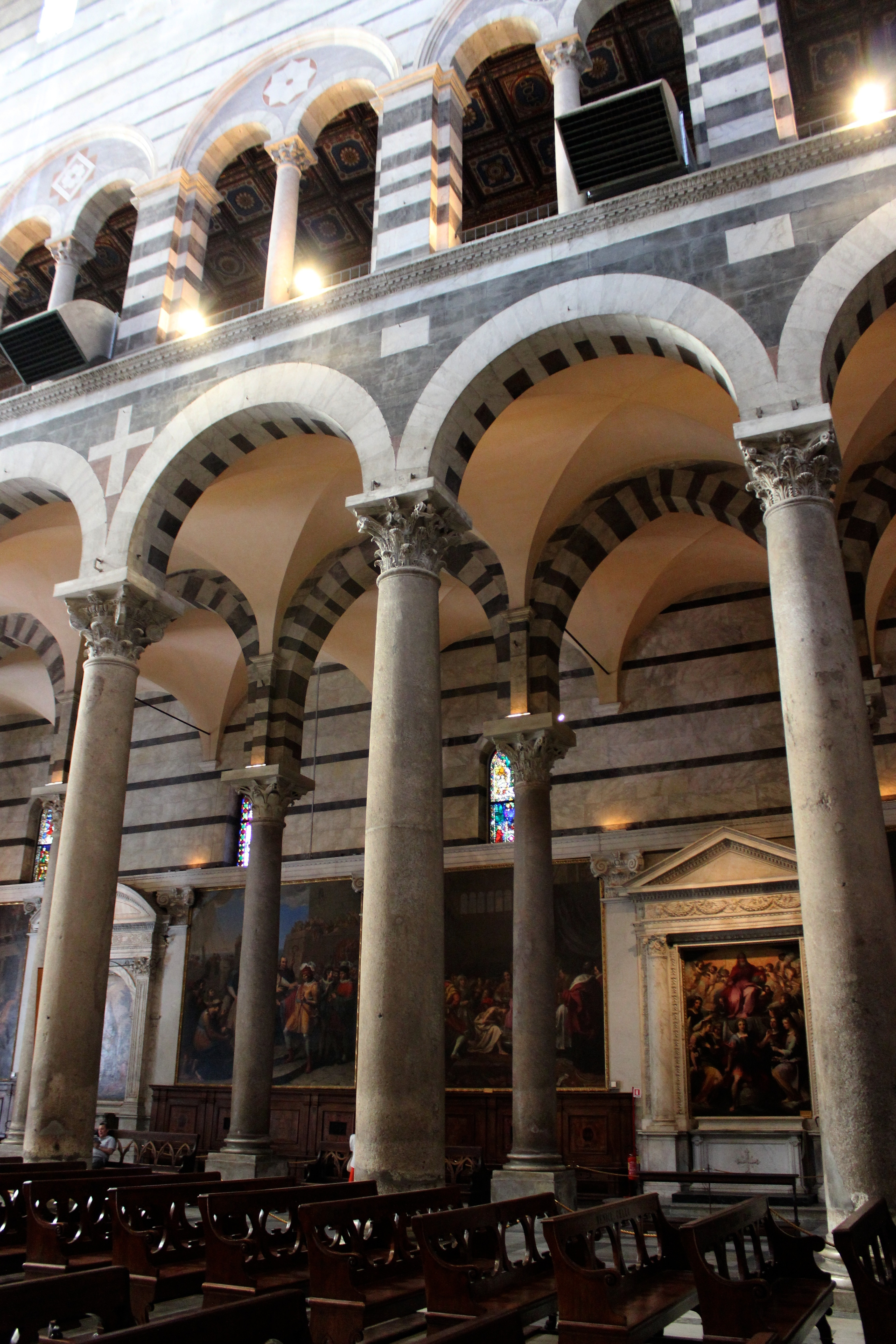
Mramorové sloupy

### Varhany
Varhany v dómu byly postaveny v roce 1980 firmou Mascioni. Mají celkem 74 rejstříků a dvě zvonkohry, disponují čtyřmi manuály a pedálem rozděleným do dvou částí: pozitivní pedál a hlavní pedál. Ovládání je elektrické.
V katedrále jsou také malé mechanické chórové varhany, které rovněž postavila firma Mascioni.